# Viviennea immarginata
Viviennea immarginata là một loài bướm đêm thuộc phân họ Arctiinae, họ Erebidae.